# Bruno Knutzen
Bruno Knutzen (ur. 1956) – duński ewangelizator i duchowny zielonoświątkowy. W 1998 roku założył, a następnie był pastorem zboru Charisma w Kopenhadze. Od 2006 roku pastor Impact Church w Roskilde.
Przez wiele lat oprócz typowej pracy pastorskiej i misyjnej był dyrektorem jedynej w Danii, ewangelicznej szkoły średniej. Jest żonaty z Rakel, z którą mają czworo dzieci i wiele wnuków.